# Sacha Lotrian
Pour les articles homonymes, voir Lotrian.
Pas d'image ? Cliquez ici

a Compétitions nationales et continentales officielles uniquement.

b Matchs officiels uniquement.
Dernière mise à jour le 13 septembre 2024.
Sacha Lotrian, né le 13 août 2000 à Perpignan (Pyrénées-Orientales), est un joueur français de rugby à XV jouant au poste de pilier gauche avec l'ASM Clermont Auvergne depuis 2024.

## Biographie

### Jeunesse et formation
Sacha Lotrian naît à Perpignan,, il débute la pratique du rugby à XV dans le village de Millas, poussé par son père. Par la suite, il rejoint l'USA Perpignan à partir de 2009 où il fait le reste de sa formation. Il joue tout d'abord au poste de demi de mêlée, puis troisième ligne en Crabos, ensuite en tant que talonneur, avant de finir pilier. Son frère cadet, Mathys, joue également au rugby à XV au sein de l'USA Perpignan.
L'une de ses inspirations rugbystiques est l'emblématique pilier droit de l'USAP Nicolas Mas, il est notamment désigné comme son potentiel successeur.
À côté du rugby, il obtient un baccalauréat professionnel commerce au lycée Maillol de Perpignan en 2019, puis il entreprend un BTS Manager d'Univers Marchand.
Il est sélectionné en équipe de France des moins de 20 ans pour les deux derniers matchs du Tournoi des Six Nations des moins de 20 ans en 2019, il dispute la dernière journée, face à l'Italie, où il entre en jeu dès la 28e minute après une blessure d'Alex Burin. En mai suivant, il fait partie de la pré-liste des Bleuets préparant le Championnat du monde junior 2019. Toutefois, il n'est finalement pas retenu dans la liste définitive et ne participe donc pas à la compétition.
L'été suivant, la FFR annonce qu'il fait partie du groupe Pôle France pour la saison 2019-2020.

### Début de carrière professionnelle à l'USA Perpignan (2019-2024)
Sacha Lotrian fait ses débuts professionnels face à Soyaux Angoulême lors de la sixième journée de la saison 2019-2020 de Pro D2, à seulement 19 ans. Il dispute quatre autres rencontres en tant que remplaçant cette saison-là. En janvier, la sélection des moins de 20 ans le sélectionne de nouveau pour le Tournoi des Six Nations des moins de 20 ans 2020. Il commence le Tournoi en tant que titulaire contre l'Angleterre, il est ensuite remplaçant pour la deuxième journée, puis il retrouve une place de titulaire au cours de la troisième journée où il inscrit un essai et dispute également la quatrième journée avant que la compétition soit suspendue puis finalement annulée en raison de la pandémie de Covid-19,,.
C'est lors de la saison 2020-2021 qu'il va se révéler en disputant trente des trente-deux rencontres que l'USAP dispute, dont huit en tant que titulaire. Il connaît donc ses premières titularisations pendant la saison et inscrit notamment son premier essai face à Soyaux Angoulême,. Il prend notamment part aux phases finales du championnat et l'USAP remporte la Pro D2 tout en validant son retour en Top 14 pour la saison prochaine,.
En juillet 2021, il prolonge son contrat avec son club formateur jusqu'en 2024. Pour sa première saison en Top 14, il s'impose comme le pilier gauche titulaire de son club au fil de la saison. Il fait ses débuts dans la compétition contre le CA Brive, en tant que remplaçant, dès la première journée puis il est titulaire face au Biarritz olympique la journée suivante où il réalise une bonne prestation. Il enchaîne alors les rencontres, confirmant son bon début de saison et marque son premier essai en Top 14 contre le Stade français,. Trois semaines plus tard, il fait ses débuts européens face à Gloucester Rugby en Challenge européen. À la fin de la saison, il a pris part à vingt-quatre rencontres toutes compétitions confondues, dont quinze en tant que titulaire et marqué deux essais.
En début de saison 2022-2023, il est pour la première fois capitaine de son équipe face au Stade rochelais mais il se blesse à l'épaule et est indisponible pour une durée de deux mois,. En décembre, un virus l'empêche de jouer pendant quelques semaines et il ne fait son retour qu'en février face au CA Brive,. Durant ce même mois, il retrouve petit à petit son meilleur niveau et également le rôle de capitaine face à l'Union Bordeaux Bègles. Par la suite, il dispute les dix dernières journées de la saison, en étant six fois titulaire, ainsi que le barrage d'accession remporté contre le FC Grenoble, permettant à son club de rester en Top 14,.
Lors de la saison 2023-2024, il est plus souvent cantonné à un rôle de remplaçant, ne débutant que six des quatorze matchs qu'il a disputé à la mi-saison. Le 25 mars 2024, son entraîneur Franck Azéma annonce que Sacha Lotrian quitte l'USA Perpignan et rejoint les rangs de l'ASM Clermont Auvergne à partir de la saison prochaine. Début juin, lors de l'avant-dernière journée de la phase régulière de Top 14, il dispute son centième match, ainsi que son dernier match à domicile, avec son club formateur contre l'Union Bordeaux Bègles. Cette saison-là, il dispute un total de vingt-trois rencontres et est titularisé à onze reprises.

### Nouvelle expérience à l'ASM Clermont Auvergne (depuis 2024)
Durant l'été 2024, après avoir fait son arrivée dans son nouveau club de l'ASM Clermont Auvergne, il joue ses premières minutes sous le maillot clermontois lors des matchs amicaux contre l'USON Nevers et le RC Toulon,. Puis, il dispute son premier match officiel de la saison 2024-2025 en tant que titulaire durant la première journée de Top 14 remportée 39 à 7 contre la Section paloise, où il est l'auteur d'une performance convaincante,.

## Statistiques
| Saison                      | Club                        | Championnat         | Championnat | Championnat | Compétitions de l'EPCR                 | Compétitions de l'EPCR                 | Compétitions de l'EPCR                 |
| Saison                      | Club                        | Compétition         | Matchs      | Essais      | Compétition                            | Matchs                                 | Essais                                 |
| --------------------------- | --------------------------- | ------------------- | ----------- | ----------- | -------------------------------------- | -------------------------------------- | -------------------------------------- |
| 2019-2020                   | USA Perpignan               | Pro D2              | 5           | -           | Pas de qualification en Coupe d'Europe | Pas de qualification en Coupe d'Europe | Pas de qualification en Coupe d'Europe |
| 2020-2021                   | USA Perpignan               | Pro D2              | 30          | 1           | Pas de qualification en Coupe d'Europe | Pas de qualification en Coupe d'Europe | Pas de qualification en Coupe d'Europe |
| 2021-2022                   | USA Perpignan               | Top 14              | 23          | 2           | Challenge européen                     | 1                                      | -                                      |
| 2022-2023                   | USA Perpignan               | Top 14+Access match | 17+1        | 1           | Challenge Cup                          | 1                                      | -                                      |
| 2023-2024                   | USA Perpignan               | Top 14              | 20          | -           | Challenge Cup                          | 3                                      | -                                      |
| Total USA Perpignan         | Total USA Perpignan         | Pro D2/Top 14       | 96          | 4           | Compétitions EPCR                      | 5                                      | 0                                      |
| 2024-2025                   | ASM Clermont Auvergne       | Top 14              | 1           | -           | Champions Cup                          | -                                      | -                                      |
| Total ASM Clermont Auvergne | Total ASM Clermont Auvergne | Top 14              | 1           | 0           | Champions Cup                          | 0                                      | 0                                      |

## Palmarès
- Vainqueur du Championnat de France de Pro D2 en 2021 avec l'USA Perpignan.